# Distrikt Paras
Der Distrikt Paras liegt in der Provinz Cangallo in der Region Ayacucho in Südzentral-Peru. Der am 18. Juni 1962 gegründete Distrikt hat eine Fläche 778 km². Beim Zensus 2017 wurden 4408 Einwohner gezählt. Im Jahr 1993 lag die Einwohnerzahl bei 5418, im Jahr 2007 bei 5017. Die Distriktverwaltung befindet sich in der Ortschaft Paras mit 670 Einwohnern (Stand 2017) unweit des Oberlaufs des Río Pampas auf einer Höhe von 3330 m.

## Geographische Lage
Der Distrikt Paras liegt im äußersten Westen der Provinz Cangallo, 60 km südwestlich der Regionshauptstadt Ayacucho. Der Distrikt liegt im westlichen Andenhochland. Die Ausläufer der peruanischen Westkordillere reichen bis in den Distrikt. Der Oberlauf des Río Pampas verläuft entlang der südwestlichen Distriktgrenze, dessen linker Nebenfluss Río Palmitos bildet die westliche Grenze des Distrikts. 
Der Distrikt Paras grenzt im Westen und Norden an den Distrikt Pilpichaca (Provinz Huaytará in der Region Huancavelica), im Nordosten an die Distrikte Chuschi und Totos sowie im Süden an den Distrikt Vilcanchos (Provinz Víctor Fajardo).

## Ortschaften
Urbane Orte:
- Paras (670 Einwohner)
- Ccarhuaccocco (472 Einwohner)

Ländliche Orte:
- Ccarhuacc Licapa (253 Einwohner)
- Chalana (276 Einwohner)
- Iglesia Huasi (230 Einwohner)
- Santa Rosa de Paras (<200 Einwohner)